# Garden State Parkway

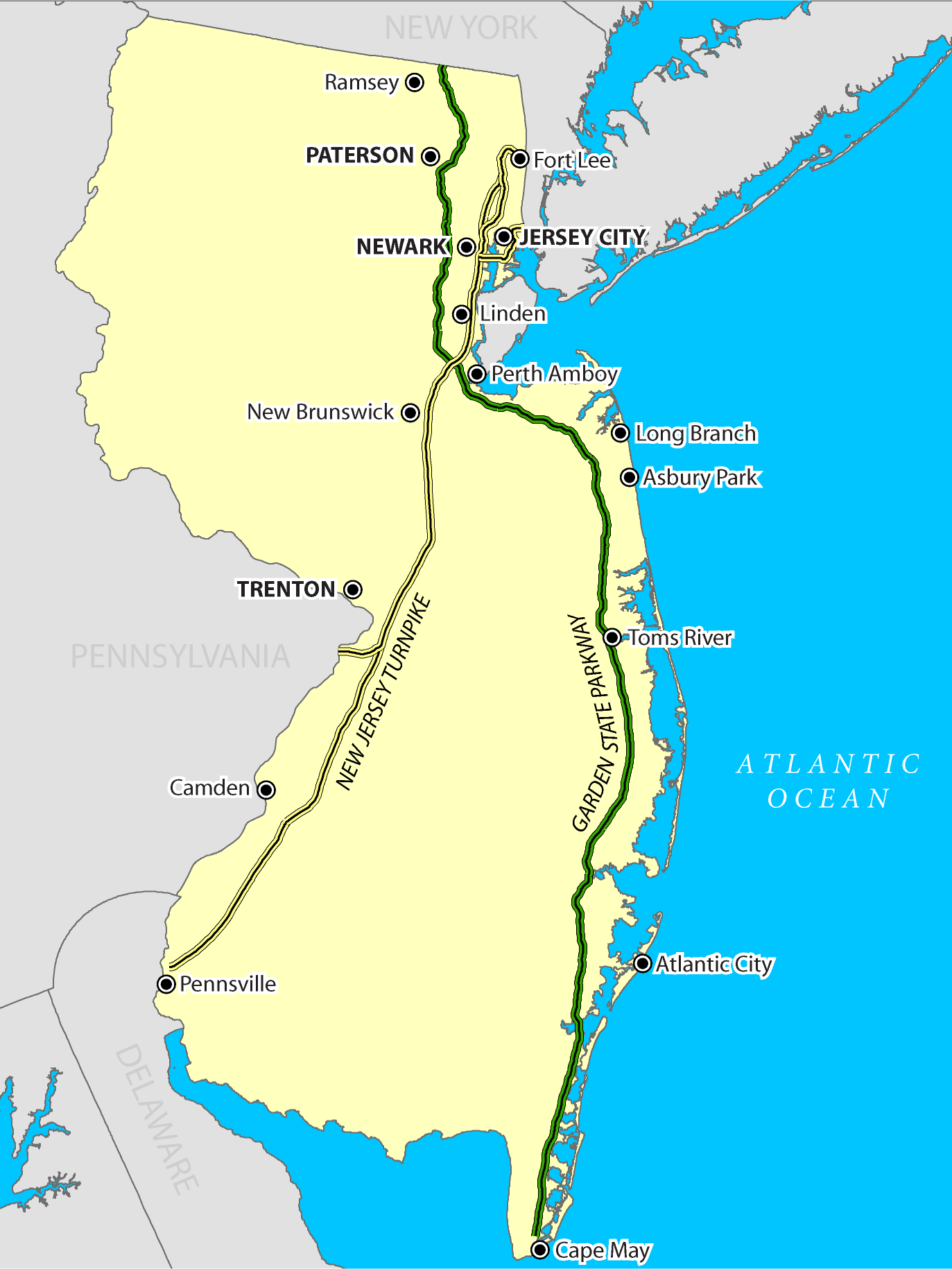
Karta över New Jersey Turnpikes och Garden State Parkways sträckning.

Garden State Parkway är en avgiftsbelagd större väg i New Jersey, USA. Garden State Parkway utgör tillsammans med New Jersey Turnpike stommen i New Jerseys vägnät. Den har fått sitt namn efter delstaten New Jersey som brukar kallas för "The Garden State". Vägen sträcker sig genom New Jersey från nord till syd, den slutar i Cape May, New Jersey.